# Групповой портрет, 1945
«Групповой портрет, 1945» или «Двуличный разговор» (англ. Double Talk или англ. Conversation Piece) — рассказ Владимира Набокова, относящийся к американскому периоду его творчества. Был написан и опубликован в 1945 году, вошёл в состав сборника «Девять рассказов» (Нью-Йорк, 1947).

## Сюжет
Повествование в рассказе ведётся от первого лица. Действие происходит в 1945 году, когда происходят финальные сражения Второй мировой войны. Главного героя, писателя-либерала, перебравшегося в США из Европы, принимают за его полного тёзку, реакционера и антисемита, и приглашают на званый вечер, где профессор-немец (рассказчик называет его «д-р Шу») и русский полковник рассказывают о своём отношении к текущим событиям. Они уверяют публику, что Германия вела войну гуманными методами и несла в города на Востоке «вечный мир», что массового уничтожения евреев и славян не было, что немцы стали жертвами чуждой им идеологии, а главное военное преступление — это бомбардировки союзниками германских городов.
Главный герой, не выдержав, уходит, заявив хозяйке дома, что участники встречи — «либо глупцы, либо убийцы». На следующий день «д-р Шу» приходит к нему домой за объяснениями, рассказчик выставляет его и выбрасывает в окно его шляпу. Позже главный герой получает от своего тёзки письмо с обвинениями в преследовании и требованием денег.

## Публикация и оценки
«Групповой портрет, 1945» был написан в марте-апреле 1945 года и увидел свет в журнале New Yorker 23 июня того же года под названием Double Talk. Гонорар составил внушительную сумму — 812 долларов 50 центов. В 1947 году автор включил рассказ в сборник «Девять рассказов» (англ. Nine Stories), в 1958 — в сборник «Набоковская дюжина» (англ. Nabokov's Dozen).
Рассказ был написан на злобу дня, что необычно для Набокова. Писатель относился с резкой антипатией к тем русским эмигрантам, которые ненавидели евреев, идеализировали нацизм, а с определённого времени видели в Сталине борца за русскую национальную идею. По словам биографа Набокова Брайана Бойда, автор «Группового портрета» «великолепно пародирует напыщенную чушь ненавистных ему идей».